# Carl Berendt Lorck

Carl Berendt Lorck

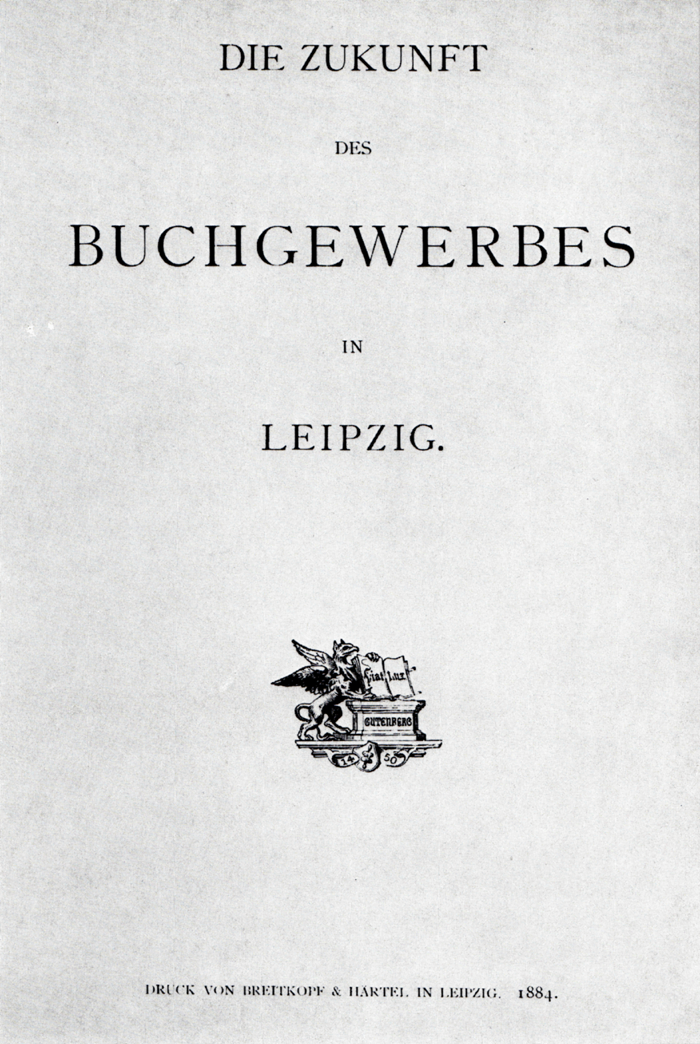
Carl Berendt Lorck: Die Zukunft des Buchgewerbes in Leipzig, Leipzig 1884

Carl Berendt Lorck (* 29. August 1814 in Kopenhagen; † 25. Oktober 1905 in Leipzig) war ein dänisch-deutscher Buchhändler, Typograf und Verleger. Bekannt wurde er als Verleger skandinavischer Literatur in Deutschland sowie der Geschichte Friedrichs des Großen von Franz Kugler, als Mitbegründer der Leipziger Illustrirten Zeitung, als Autor und Wiedererwecker des Holzschnittes in Deutschland. Außerdem war er Begründer des Deutschen Buchdrucker-Vereins und des Zentralvereins für das gesamte Buchgewerbe mit dem Deutschen Buchgewerbe-Museum.

## Leben und Werk

### Familie
Carl Berendt Lorck wurde 1814 in Kopenhagen als Sohn des dänischen Marineoffiziers Lorenz Lorck (1781–1820) und dessen Ehefrau Marianne Elisabeth Lorck (1785–1822), geborene Bech, geboren. Sein Großvater väterlicherseits war der Kaufmann und dänische Konsul Lorenz Hansen Lorck (1743–1805) in Memel, mütterlicherseits der Kopenhagener Holzhändler Jörgen Bech. 1842 heiratete er in Leipzig die Hotelierstochter Johanna Henriette Ida Plätzer, mit der er eine Tochter (Therese Henriette, 1843–1920) und zwei Söhne (Lorenz, 1846–1847 und Paul Eduard Lorenz, 1849–1920) hatte. Paul Eduard Lorenz war Buchhalter und wanderte nach Batavia aus, wo er auch starb. Therese Henriette lebte unverheiratet in Leipzig.

### Frühe Jahre und Ausbildung in Kopenhagen
Carl Berendt Lorck wurde schon mit acht Jahren Vollwaise und wuchs bei seiner Großmutter mütterlicherseits auf. Sein Onkel Lauritz Nicolai Hvidt, Gatte von Wilhelmine Therese Lorck, der Schwester des Vaters, und Direktor der dänischen Nationalbank in Kopenhagen, sah für ihn eine akademische Laufbahn vor. Bis 1833 besuchte er die Borgerdydskolen i København und absolvierte anschließend das Examen artium, welches die Universitätszulassungsprüfung beinhaltete. Im Jahr darauf folgte das Examen philosoph. et philolog. min., welches eine Art Abschluss des Grundstudiums darstellte. Beide Examina bestand er an der Universität Kopenhagen mit einer hervorragenden Benotung.
Aus privater Leidenschaft beschäftigte sich Lorck mit dem Sammeln und Lesen von Büchern, zuerst in der bei seinem Onkel eingelagerten Bibliothek seines Großvaters und später durch Bücher, die er selbst ersteigerte. Besonderes Interesse entwickelte er für Geschichtswerke und Reisebeschreibungen in deutscher Sprache, welche er sich durch die Lektüre selbst beibrachte. Durch diese Leidenschaft geprägt, entschied sich Lorck, erst in die Lehre als Buchdrucker zu gehen und nachfolgend Buchhändler zu werden. Er begann 1834 die Ausbildung als Schriftsetzer bei Bianco Luno, dem damals bekanntesten Buchdrucker Kopenhagens. Die Ausbildung endete 1836 und Lorck beschloss zur weiteren Fortbildung nach Deutschland zu gehen. In Braunschweig lernte er den Herausgeber des Journals für Buchdruckerkunst Johann Heinrich Meyer kennen, der auf sein späteres Leben starken Einfluss hatte. Auf dessen Rat und Empfehlung hin zog er nach Leipzig und arbeitete dort in der Breitkopf & Härtelschen Buchdruckerei, die unter Johann Gottlob Immanuel Breitkopfs Leitung zu den bekanntesten Druckereien der Stadt zählte.

### Mitarbeiter und Teilhaber des Verlags J.J. Weber
In Leipzig machte Lorck die Bekanntschaft des Verlegers Johann Jakob Weber, dessen Verlag J. J. Weber erst 1834 gegründet worden war, der jedoch aufgrund der von ihm herausgegebenen Zeitschrift Das Pfennig-Magazin und einiger gut illustrierter Buchausgaben bereits einen sehr guten Ruf hatte. Carl Berendt Lorck begann 1836 bei ihm ein Volontariat. Im August 1837 bot Weber ihm eine Teilhaberschaft an, für die 10.000 Reichstaler aufgebracht werden mussten. Lorck nahm dieses Angebot an, auf seinen Wunsch hin wurde es jedoch vorerst nicht öffentlich gemacht.

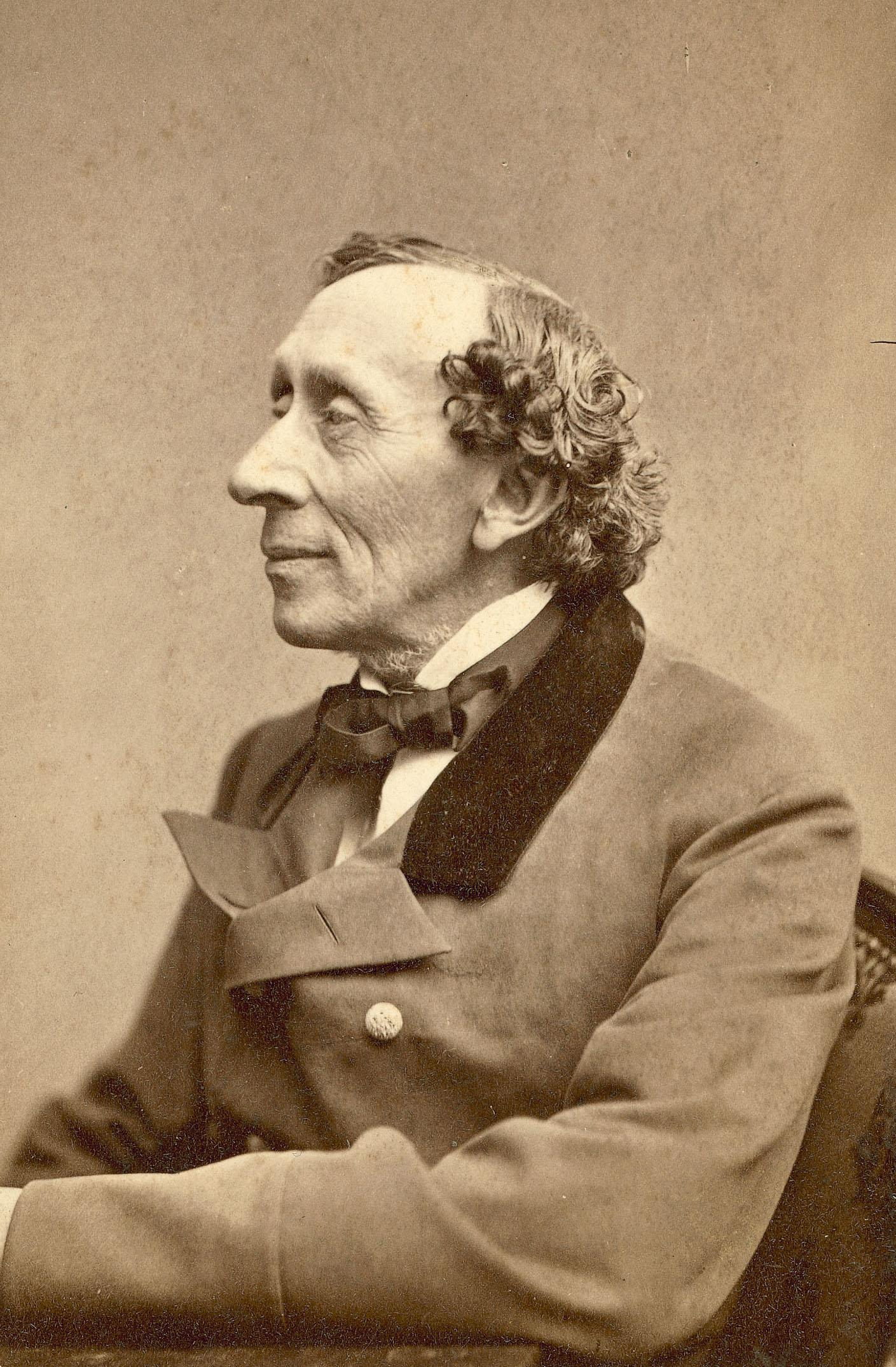
Hans Christian Andersen (1869)

Weber übergab Lorck eine Reihe von Verlagsartikeln, die dieser fortsetzen und im eigenen Verlag vollenden sollte. Zusätzlich widmete sich Lorck vermehrt der Übernahme und Übersetzung von Werken der dänischen, norwegischen und schwedischen Literatur. Vor allem die autorisierte Herausgabe der gesammelten Werke Hans Christian Andersens in 38 Bänden ist hier zu erwähnen, der damit in Deutschland bekannt und in mehreren Auflagen verlegt wurde. Hinzu kamen Werke von Henrik Hertz, Christian Winther, Johan Ludvig Runeberg, Erik Johan Stagnelius, Esaias Tegnér, Bernhard von Beskow (1796–1868), Carl Bernhard und des Physikers Hans Christian Ørsted, dessen Geist in der Natur in der zweiten Auflage von Lorck verlegt wurde und großes Aufsehen erregte. Wichtig waren zudem Thorvald Nicolai Thieles Thorvaldsens Leben in drei Bänden und die Erinnerungen von Adam Oehlenschläger in autorisierter Ausgabe. Auch verschiedene Geschichtswerke aus Dänemark und Schweden sowie holländische und belgische Literatur wurde von Lorck verlegt und so in Deutschland bekanntgemacht. Als „geistiges Bindemittel zwischen Deutschland und den stammverwandten Ländern“ gründete Lorck zudem die Zeitschrift Der Nordische Telegraph, die allerdings wenig erfolgreich war.
Mit Lorcks Hausbibliothek baute Carl Berendt Lorck eine Reihe von einbändigen Werken auf, die in einem Oktavformat gedruckt und jeweils mit einem hochwertigen Stahlstich ergänzt wurden. Es handelte sich hierbei anfänglich ausschließlich um Geschichtsbücher, später kamen Bücher der Länder- und Völkerkunde hinzu. Das Programm bestand aus Originalveröffentlichungen und wurde durch im Ausland erschienene Reisewerke ergänzt und war sehr erfolgreich, bis eine neue Gesetzgebung den ausländischen Autoren und Übersetzern mehr Rechte zugestand und selbige mit nicht zu erfüllenden Forderungen an Lorck herantraten. Lorck stellte die Reihe mit dem 83. Band ein. Ein zweites großes Werk Lorcks waren Lorcks Eisenbahnbücher, bei denen ebenfalls die Erhöhung der Honorarforderungen auf das Doppelte zur Einstellung führte.

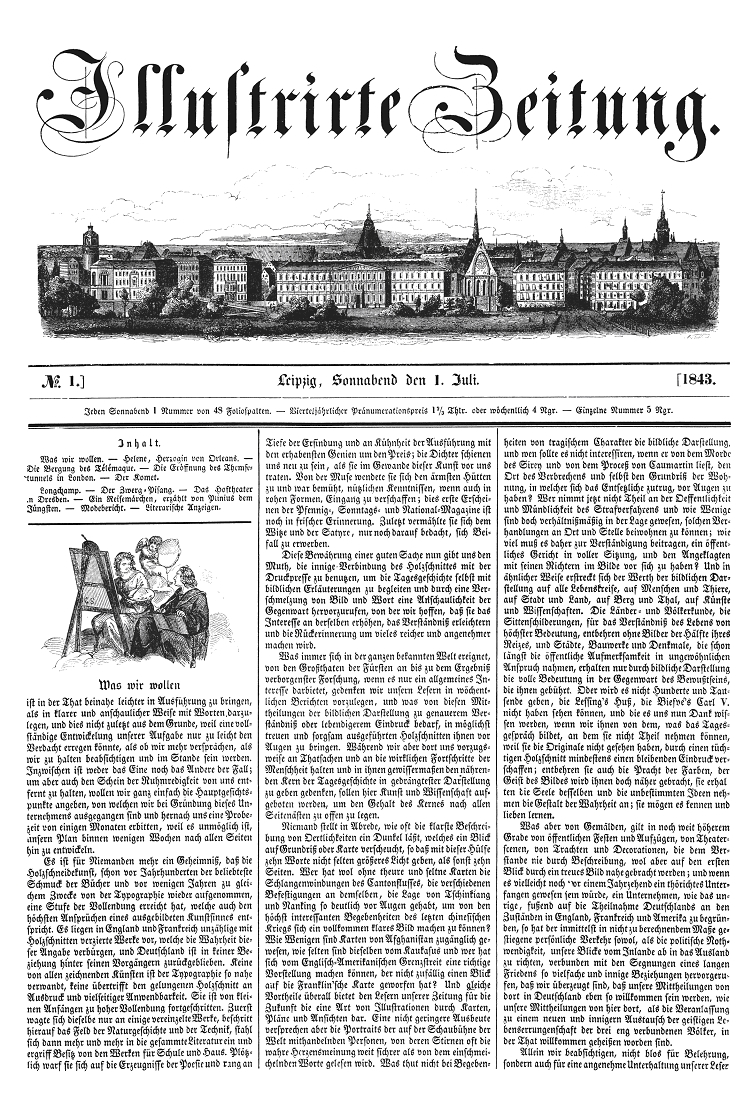
Erstausgabe der Illustrirten Zeitung vom 1. Juli 1843

Das weitere Verlagswesen Webers und Lorcks bis 1845 war vor allem geprägt durch eine Reihe von bibliographischen Ausgaben, zum anderen jedoch durch viele sehr reich bebilderte Werke aus dem Bereich der Geschichtsliteratur. In dieser Zeit erschienen beispielsweise Die Kaiserchronik mit 90 historischen Bildern nach der Galerie von Versailles in Stahlstich-Umrissen, die Geschichte der französischen Revolution von François-Auguste Mignet mit Stahlstichen von Jean Duplessis-Bertaux, Die Soldaten der französischen Republik und des Kaiserreichs mit 50 kolorierten Abbildungen von Hippolyte Bellangé, Die Donau, ihre Anwohner, Städte, Burgen und Schlösser von Oskar Ludwig Bernhard Wolff mit 80 Stahlstichen und 80 Holzschnitten von William Henry Bartlett, Die kleinen Leiden des menschlichen Lebens mit 200 Originalzeichnungen von Grandville, eine Bildergalerie zu den Werken von Charles Dickens und vor allem Paul M. Laurents Geschichte des Kaisers Napoleon, illustriert mit 450 Vignetten von Horace Vernet. Das bekannteste Werk dieser Zeit war allerdings Franz Kuglers Geschichte Friedrichs des Großen mit 400 Illustrationen von Adolph Menzel. Dieses Werk war sowohl inhaltlich von historischem und kunsthistorischem Interesse als auch künstlerisch einzigartig und als Buchdruckwerk bedeutend.
1843 wurde durch Weber und Lorck die Illustrirte Zeitung gegründet. Lorck übernahm hierbei wie bei den illustrierten Büchern vor allem die technischen Arbeiten bei der Herstellung und die Vermittlung zwischen den Künstlern und den Holzschneidern in Berlin, Leipzig und Paris. Er verbrachte entsprechend sehr viel Zeit in der damals genutzten Druckerei des Verlages F. A. Brockhaus.

### Eigener Verlag und Druckerei

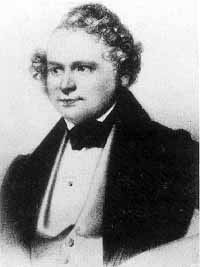
Adolf Glaßbrenner

Im Jahr 1845 wurde Carl Berendt Lorck Staatsbürger des Königreichs Sachsen und trennte sich von Weber. Weber überschrieb ihm Teile seines Verlagsprogramms und Lorck begann auf dieser Basis, mit seinem eigenen Verlag seine eigenen verlegerischen Ideen zu realisieren. Im folgenden Jahr erschien in seinem Verlag der Neue Reinecke Fuchs des politischen Satirikers Adolf Glaßbrenner, der auf Bestreben der preußischen Regierung noch vor seinem Erscheinen konfisziert werden sollte. Lorck hatte dies bereits im Vorfeld erfahren und beschleunigte die Auslieferung des Buches an die Buchhändler, während sich die Beschlagnahmung selbst verzögerte. Als diese dann vollstreckt werden sollte, wurden im Verlag sowie bei der anschließenden Durchsuchung bei den Kommissionären nur wenige Bücher gefunden.
Am 1. Juli 1856 übernahm Lorck die Fr. Nies’sche Buchdruckerei und Schriftgießerei in Leipzig. Friedrich Nies war der erste Drucker, der mit Hieroglyphen-Typen druckte und hatte sich dadurch einen Namen gemacht. Sein Hauptwerk war Das alte Aegypten von Moritz Gotthilf Schwartze in einem Quartformat, „der ebenso dick wie hoch“ war. Lorck hatte mit dem Kauf die sehr schwierige Aufgabe auf sich genommen, das Geschäft völlig zu reorganisieren und den technischen und wissenschaftlichen Ansprüchen der Zeit gemäß zu vervollständigen, was ihm auch schnell gelang, so dass er nach kurzer Zeit imstande war, bedeutende Aufträge für Verleger in England, Frankreich, Italien, Russland und Skandinavien auszuführen. 1859 verkaufte er als letzten Rest seines ehemaligen Verlages das skandinavische Sortimentsgeschäft an Alphons Dürr.
Ab 1867 wurde die bereits 1835 von August Lewald in Stuttgart gegründete und später in den Besitz von Gustav Kühne übergegangene Zeitschrift Europa – Chronik der gebildeten Welt ebenfalls von Carl Berendt Lorck verlegt. Gustav Kühne selbst war zwar ein sehr guter Literat und Kritiker, als Verleger war er dagegen wenig erfolgreich, wodurch die Zahl der Abonnenten stark abnahm. 1857 übernahm Lorck das Blatt, dessen Redaktion in Dresden verblieb, und schaffte es, die Auflage wieder auf 1.200 Abonnenten zu steigern. 1867 verkaufte Lorck seinen Verlag und damit auch die Zeitschrift Europa an Ernst Keil, dessen Zeitschrift Die Gartenlaube seit 1853 die erfolgreichste illustrierte Zeitschrift Deutschlands war. 1868 ging die Druckerei auf Wilhelm Eduard Drugulin über, der selbst in der Niesschen Buchdruckerei gelernt, jedoch die typographische Laufbahn nicht weiterverfolgt hatte.
Erst 1877 wurde Carl Berendt Lorck wieder mit einer Firma aktiv und übernahm das Leipziger Kunst-Depot von Gustav Seitz. Er baute es gemeinsam mit diesem zu einem gut gehenden Geschäft mit plastischer Kunst und Malerei auf, 1880 überließ er dies jedoch Carl Julius Oehlmann, der es weiterführte.

### Bemühen um das Verlagswesen und die Buchherstellung
Nach dem Verkauf seines Verlages und der Druckerei konzentrierte sich Lorck vor allem auf die Arbeit zur Optimierung des Verlagswesens und der Buchherstellung. Er gründete 1868 die Zeitschrift Annalen der Typographie, Central-Organ für die technischen und materiellen Interessen der Presse und brachte am 1. Juli 1869 die erste Nummer auf den Markt. Kurz nach der Veröffentlichung wurde bekannt, dass die Buchdrucker einen eigenen Verein zur Stärkung ihrer Interessen gründen wollten – ein Thema, das Lorck unter dem Titel Ein allgemeiner deutscher Buchdrucker-Verein mit dem Motto res severa verum gaudium in seiner Zeitschrift verarbeitete und darin konkrete Vorschläge für die Organisation eines solchen Vereins unterbreitete. Der Artikel fand allgemeinen Anklang und führte im selben Jahr zur Gründung des Deutschen Buchdrucker-Vereins in Leipzig. Lorck wurde gebeten, die Geschäftsleitung des Vereins zu übernehmen, seine Annalen wurden zum Vereinsblatt. Er nahm das Angebot an und organisierte den Verein, indem er die Statuten und Richtlinien ausarbeitete, dabei kamen ihm seine eigenen praktischen Erfahrungen als Buchdrucker sehr zugute. Bereits 1875 trat er jedoch aus dem Verein wieder aus, da sich interne Streitigkeiten im Verein entwickelten. 1877 stellte er die Arbeiten an seinen Annalen ein und ließ die Zeitschrift auslaufen.
Bereits 1873 wurde Lorck zur Weltausstellung in Wien als Juror für das Buchgewerbe delegiert und wirkte gemeinsam mit Georges Masson (1839–1900) aus Paris und Moritz von Gerold (1815–1884) aus Wien als Berichterstatter für das Buchgewerbe. Sein amtlicher Bericht wurde als Sonderdruck unter dem Titel Die graphischen Künste auf der Ausstellung zu Wien beim Vieweg Verlag in Braunschweig verlegt. Anlässlich der Sächsisch-Thüringischen Gewerbeausstellung im Jahr 1879 schrieb Lorck Die Druckkunst und der Buchhandel in Leipzig durch vier Jahrhunderte und veröffentlichte diesen Bericht bei dem Verlag J. J. Weber, im selben Jahr folgte auch der Bericht über die Ausstellung mit dem Titel Der Buchhandel und die graphischen Künste auf der Kunstgewerbe-Ausstellung zu Leipzig 1879.
Im Jahr 1883 erschien die Geschichte des Vereins der Buchhändler zu Leipzig während der ersten 50 Jahre seines Bestehens 1833–82, kurz danach im selben Jahr das Hauptwerk Lorcks Handbuch der Geschichte der Buchdruckerkunst in zwei Bänden. In diesen Büchern beschrieb er die Entwicklungen in der Buchherstellung und -illustration, beginnend mit den handschriftlichen Kopien in mittelalterlichen Klöstern bis zu den modernen Druckmaschinen seiner Zeit. Zugleich kritisierte er den Qualitätsverlust durch die Massenproduktion, bei der die Buchkunst keine Rolle mehr spielte.
Mit Die Zukunft des Buchhandels in Leipzig im Jahr 1884 stellte er Perspektiven für die Entwicklung der Buchherstellung in seiner Heimatstadt dar. Der wichtigste Teil des Inhalts sind seine Forderungen für eine Verbesserung der Buchdruckkunst. Dies waren die Errichtung eines Buchgewerbe-Museums und einer höheren graphischen Fortbildungs-Anstalt (Akademie), die sorgsame Pflege des Ausstellungswesens sowie die Gründung eines neuen Vereins für das Buchgewerbe. Als Resonanz auf diese Denkschrift wurde von der sächsischen Regierung beschlossen, die Vorschläge Lorcks zu diskutieren und bei der kommenden Haushaltsplanung zu berücksichtigen. 1885 wurde daraufhin die umfangreiche Sammlung von historischen Drucken von Heinrich Klemm für 400.000 Mark gekauft und in Form der Königlich Sächsische Bibliographische Sammlung zum Grundstock des Deutschen Buchgewerbe-Museums gemacht. Zeitgleich fanden die Vorarbeiten zur Gründung des Zentralvereins für das gesamte Buchgewerbe statt, dem das Museum angegliedert wurde, und Lorck wurde zum Sekretär berufen. In den folgenden Jahren organisierte Lorck erfolgreich verschiedene Ausstellungen im Museum.
Zum 90. Geburtstag Lorcks beschloss die Stadt Leipzig, ihm zu Ehren eine Straße, die Lorckstraße zu benennen. Ein Jahr später, am 25. Oktober 1905, starb Carl Berendt Lorck in Leipzig. Die Straße in Reudnitz trug noch bis 1945 den Namen Lorcks und wurde dann umbenannt in Kurt-Günther-Straße nach dem Journalisten und Widerstandskämpfer gegen den Nationalsozialismus, Kurt Günther.

## Schriften
- Die Herstellung von Druckwerken, Lorck (später J.J. Weber), Leipzig, 4 Auflagen 1868 bis 1893
- Die graphischen Künste auf der Ausstellung zu Wien, Fr. Vieweg & Sohn, Braunschweig 1874
- Die Druckkunst und der Buchhandel in Leipzig durch vier Jahrhunderte, J.J. Weber, Leipzig, 4 Auflagen 1879 bis 1893.
- Geschichte des Vereins der Buchhändler zu Leipzig während der erste 50 Jahre seines Bestehens 1833-82, Verein Deutscher Buchhändler, Leipzig 1883
- Handbuch der Geschichte der Buchdruckerkunst, J.J. Weber, Leipzig 1883.
- Die Zukunft des Buchgewerbes in Leipzig, Breitkopf & Härtel, Breitkopf & Härtel Leipzig 1884. Neudr. mit einem Nachw. von Helma Schaefer und einem Geleitwort von Helmut Rötzsch. Deutsche Bücherei, Leipzig 1977 (Neujahrsgabe der Deutschen Bücherei 1978).
- Das deutsche Buchgewerbe-Museum in Leipzig Teubner, Leipzig 1886
- Die Buchgewerbliche Jahres-Ausstellung im Deutschen Buchhändlerhause zu Leipzig, Ramm und Seemann, Leipzig 1890 und 1891
- Praktische Winke in Bezug auf die Bekleidung der Bücher auf Ausstellungen, Leipzig 1891